# راما ميتا
راما ميتا (بالإنجليزية: Rama Mehta)‏‏ (1923 - 1978 ) روائية من الهند.

## الجوائز
- جائزة أكاديمية شايتا  [لغات أخرى]‏[5]